# Tandaga (Salogo)
Pour les articles homonymes, voir Tandaga.
Tandaga est une commune rurale située dans le département de Salogo de la province du Ganzourgou dans la région Plateau-Central au Burkina Faso.

## Géographie
Tandaga est situé à 4 km au sud-est de Salogo, le chef-lieu du département.

## Santé et éducation
Le centre de soins le plus proche de Tandaga est le centre de santé et de promotion sociale (CSPS) de Salogo tandis que le centre médical avec antenne chirurgicale (CMA) se trouve à Zorgho.